# Betty Katz

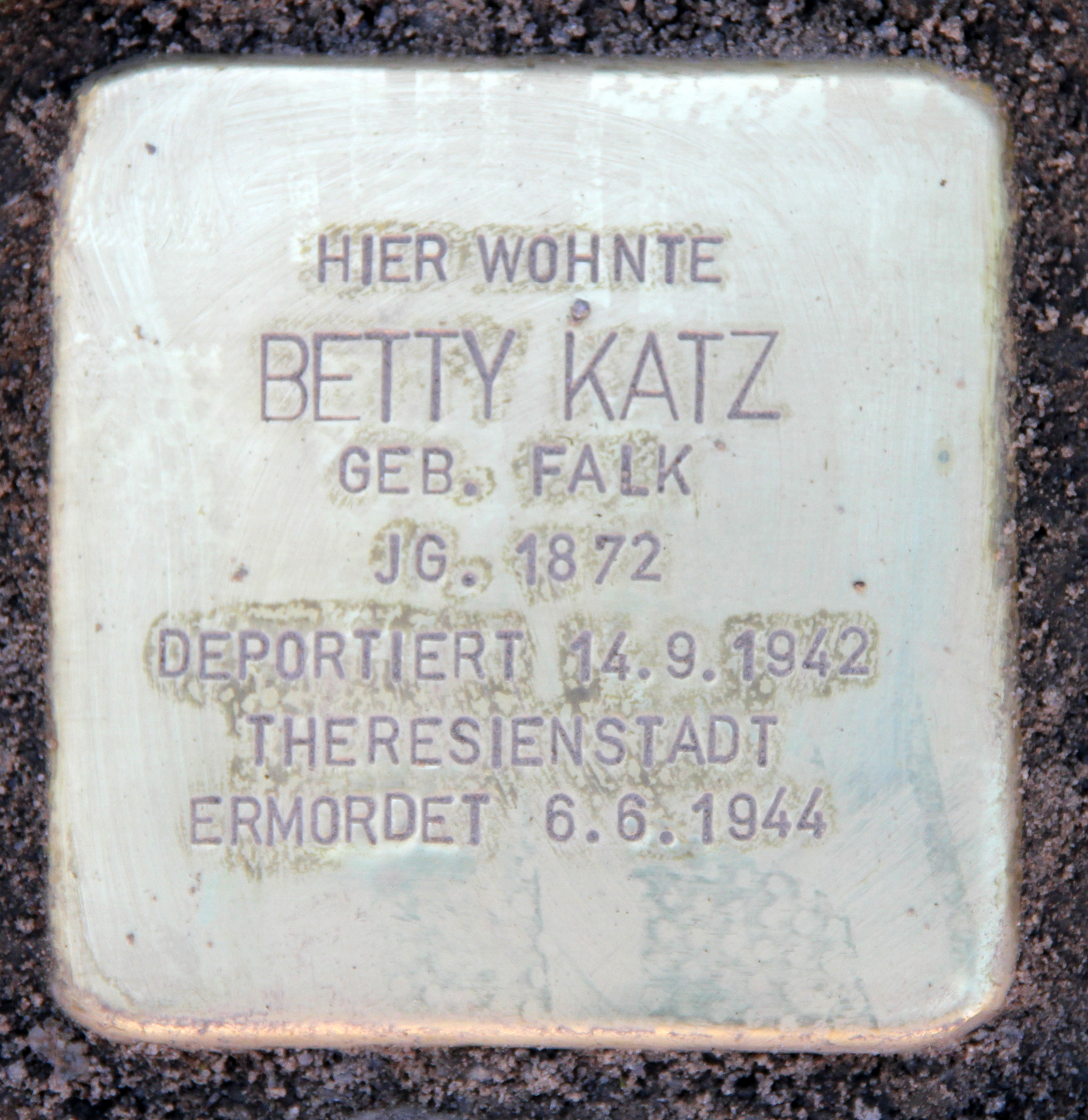
Stolperstein in der Wrangelstraße 6–7, wo sich das Jüdische Blindenheim befand

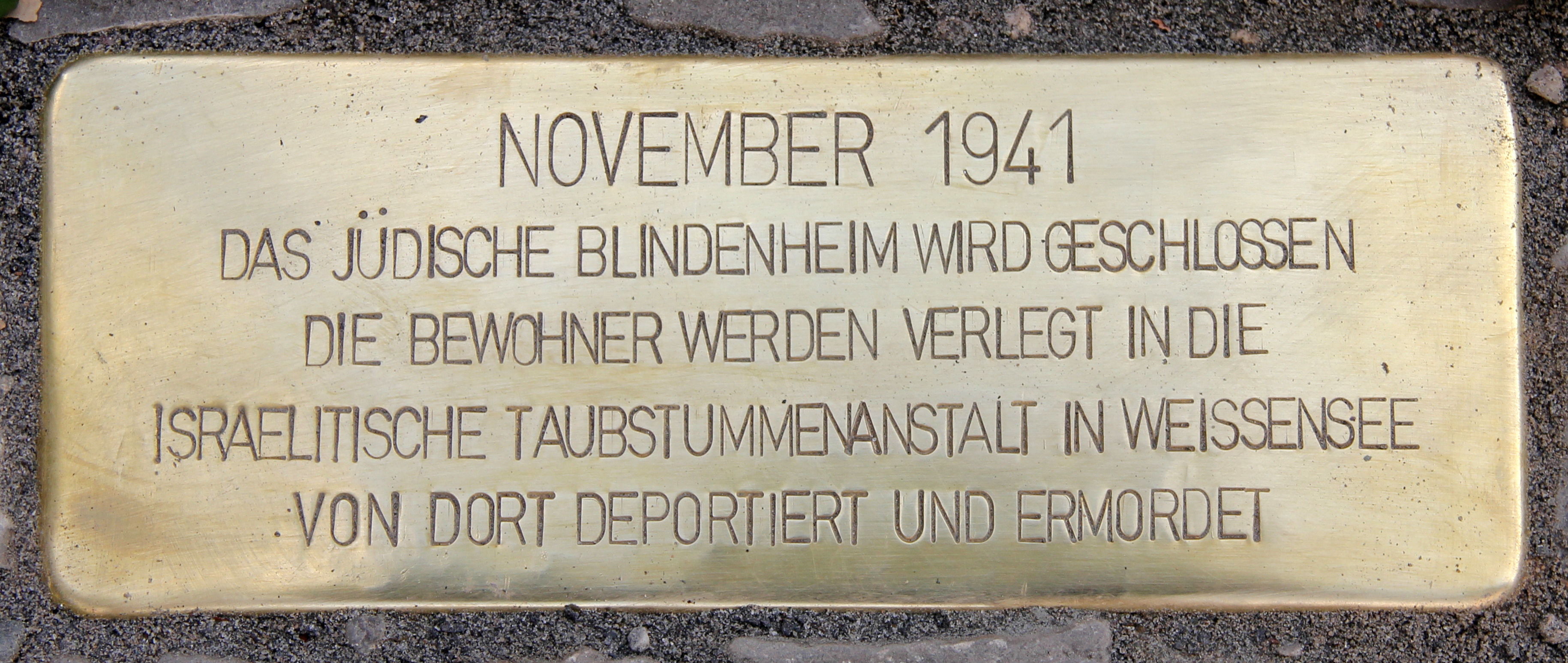
Stolperschwelle in der Wrangelstr. 6–7

Betty Katz (geboren am 21. August 1872 in Posen als Betty Falk; gestorben am 6. Juni 1944 in Theresienstadt) war eine deutsche Lehrerin. Sie war die Direktorin des Jüdischen Blindenheims in Berlin-Steglitz. Sie wurde ein Opfer des Holocaust.

## Leben
Betty Katz war die Tochter von Agnes und Felix Falk. Sie hatte eine Ausbildung als Lehrerin an mittleren und höheren Schulen und war verheiratet mit Leopold Katz, mit dem sie zwei Söhne hatte. Einer der Söhne fiel 1918 während des Ersten Weltkriegs in Mazedonien. Ihr anderer Sohn, Lothar, kam am 29. Februar 1896 in Rybnik, Oberschlesien (heutiges Polen), zur Welt.
Vermutlich nach dem Tod ihres Mannes im Oktober 1926 zog Betty Katz nach Berlin, wo sie die Leitung des Jüdischen Blindenheims in der Wrangelstraße in Berlin-Steglitz übernahm. Dieses war von wohlhabenden Juden gegründet worden, um für Blinde eine Lebensgrundlage zu schaffen. Im Heim lebten etwa dreißig blinde und auch gehörlose Männer und Frauen. Nachdem das Gebäude 1928 umgebaut und erweitert worden war, waren es rund 50 Menschen, darunter auch 11 Angestellte des Heims. Freiwillige Helfer, darunter Ärzte und Sozialbetreuer, unterstützten ebenfalls die Arbeit. Zur Ausstattung des Heimes gehörten Werkstätten für Bürstenbinderei sowie später auch Korb- und Stuhlflechterei und ein Gebetsraum. Für die Bewohner wurden Kurse in Blindenschrift angeboten.
Im November 1941 wurde das Gebäude beschlagnahmt und die Bewohner wurden in das Jüdische Blinden- und Taubstummenwohnheim in Berlin-Weißensee verlegt. Von dort wurden 16 Bewohner am 14. September 1942 zusammen mit Betty Katz nach Theresienstadt deportiert. Betty Katz starb dort am 6. Juni 1944. Zu diesem Zeitpunkt waren die 16 anderen deportierten Bewohner des Heims bereits ermordet worden.
Wenige Tage vor ihrer Deportation, am 9. September 1942, wurde Betty Katz gezwungen, einen sogenannten Heimeinkaufsvertrag über die Summe von 32.578,45 Reichsmark abzuschließen – eine Summe, die genau ihrem Vermögen aus Hypotheken und Wertpapieren entsprach. Zuvor hatte sie bereits eine sogenannte Judenvermögensabgabe in Höhe von 9.750 Reichsmark entrichten müssen.
Bettys Sohn Lothar, dem sie geholfen hatte, ein Visum zu bekommen, emigrierte in die USA, wo er als Arzt in Freeport auf Long Island lebte. Am 4. Mai 1945 veröffentlichte er eine Suchanzeige nach seiner Mutter in der New Yorker deutsch-jüdischen Zeitung Aufbau. Zu diesem Zeitpunkt wusste er noch nicht, dass sie in Theresienstadt verstorben war. In den 1950er Jahren stellte er Entschädigungsanträge. Er legte ein ärztliches Gutachten vor, das eine Erwerbsminderung von 60 Prozent bescheinigte, und beantragte außerdem die Rückerstattung der von seiner Mutter geleisteten Zwangsabgaben in Höhe von mehr als 42.000 Reichsmark. Letztlich wurden ihm 7.000 D-Mark als Entschädigung zugesprochen.

## Gedenken
- In der Wrangelstraße 6–7 in Berlin-Steglitz, wo sich das Jüdische Blindenheim befand, wurde im Dezember 2017 ein Stolperstein für Betty Katz verlegt.
- Ihr Enkel Peter Katz würdigte seine Großmutter mit einem Profil an der Erinnerungswand des Nashville Holocaust Memorial.[2]
- Benennung einer Straße in Berlin nach Betty Katz. Anfang Januar 2025 beschloss der Kulturausschuss der Bezirksverordnetenversammlung (BVV) Steglitz-Zehlendorf, dass die in der Nähe des früheren Blindenheims gelegene und nach dem Antisemiten Heinrich von Treitschke benannte Straße in Betty-Katz-Straße umbenannt werden soll.[3][4]